# Tao Geoghegan Hart
Tao Geoghegan Hart (n. 30 martie 1995, Greater London, Anglia, Regatul Unit) este un ciclist britanic  membru al echipei Ineos Grenadiers. A fost membru al Team Sky ca stagiar la sfârșitul anului 2015 și s-a alăturat permanent echipei pentru sezonul 2017. Este nepotul legendarului ciclist al lui echipei Muswell Hill Peloton, Michael Geoghegan.

## Rezultate în Marile Tururi

### Turul Italiei
2 participări
- 2019: abandon în etapa a 13-a
- 2020: locul 1; câștigător al etapelor a 15-a și a 20-a

### Turul Spaniei
2 participări
- 2018: locul 62
- 2019: locul 20